# براد موران
براد موران هو لاعب هوكي الجليد كندي، ولد في 20 مارس 1979 في أبوتسفورد في كندا.

## وصلات خارجية
- براد موران على موقع دوري الهوكي الوطني (الإنجليزية)
- براد موران على موقع قاعة مشاهير الهوكي (لاعب أن.إتش.أل) (الإنجليزية)
- براد موران على موقع EliteProspects.com (الإنجليزية)
- براد موران على موقع HockeyDB.com (الإنجليزية)
- براد موران على موقع Hockey-Reference.com (الإنجليزية)